# Karl Baas
Karl Baas (* 20. August 1866 in Heßloch; † 6. Oktober 1944 in Freiburg im Breisgau) war ein deutscher Medizinhistoriker und Augenarzt (auch als Hochschullehrer).

## Werdegang
Der Sohn des Arztes und bekannten Medizinhistorikers Johann Hermann Baas ging auf das Gymnasium in Worms und besuchte anschließend die Hochschulen in Heidelberg, Zürich und Freiburg im Breisgau. In Freiburg promovierte er 1890 zum Dr. med. mit einem Beitrag zur Spaltung der Säure-Ester im Darm. Seine weitere berufliche Tätigkeit widmete er aber der Augenheilkunde. 1891 wurde er Assistent an der Augenklinik in Freiburg, 1893 habilitierte er in Ophthalmologie. 1898 wurde er zum außerordentlichen Professor ernannt. 1906 wechselte er nach Karlsruhe, wo er am Vincentiushaus die Leitung der Augenabteilung übernahm. Er wirkte dort bis 1935 und verbrachte seinen Lebensabend in Freiburg.
Baas legte von 1890 bis 1904 36 medizinische Fachbeiträge vor, seine bleibende Bedeutung liegt jedoch in seinen über 50 medizinhistorischen Arbeiten begründet. Er war nach den Worten von Paul Diepgen „ein sehr gründlicher Quellenforscher und muss zu den besten Bearbeitern der mittelalterlichen Medizin gerechnet werden“. Sein Schwerpunkt war die Erforschung der regionalen und insbesondere städtischen Medizingeschichte des Bodenseeraums, des Ober- und Mittelrheins im Mittelalter, wobei er unter anderem viel Material zu akademischen Ärzten zusammentrug.

## Schriften (Auswahl)
- Das Gesichtsfeld. Ein Handbuch für Augenärzte, Neurologen, practische Ärzte und Studirende. Stuttgart 1896
- Gesundheitspflege im mittelalterlichen Freiburg im Breisgau. Eine kulturgeschichtliche Studie. In: Alemannia. Band 33 (= Neue Folge, Band 6) Freiburg im Breisgau 1905, S. 25–48 und 104–152.
- Gesundheitspflege im mittelalterlichen Basel. Zürich u. a. 1926